# Luchthuiler
Een luchthuiler of grondhuiler is een stuk vuurwerk, dat een gillend geluid geeft als het wordt aangestoken. 
De werking berust op een snelle ontbranding van buskruit. De gassen die daarbij ontstaan, kunnen alleen door een kleine opening ontsnappen. Hierdoor ontstaat een schelle fluit.